# Bloemmolens

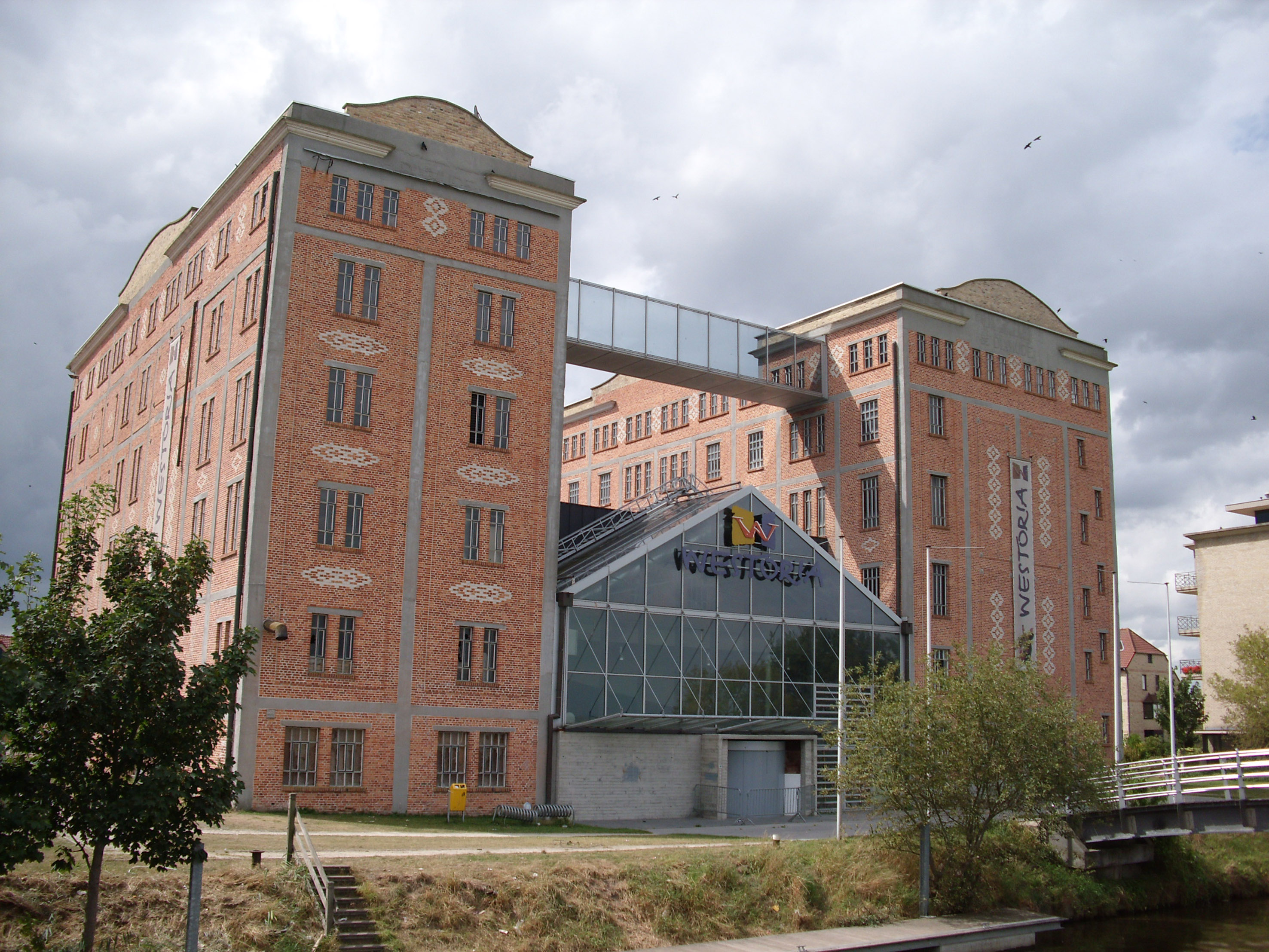
Bloemmolens

De Bloemmolens is een industrieel-archeologisch- en oorlogsmonument gelegen in de West-Vlaamse stad Diksmuide aan Beerstblotestraat 1.

## Geschiedenis
In 1836 werd door de gebroeders Van Hille, die destillateurs waren, een suikerfabriek opgericht. In 1880 kwam een einde aan de productie en in 1891 werden de gebouwen gekocht door Eugène Devos-Quatannens, welke ze verbouwde tot een stoommaalderij. Tijdens de Eerste Wereldoorlog werd het betonnen skelet van deze fabriek door de Duitsers omgebouwd tot een fort dat zich op slechts enkele tientallen meters van de Frans-Belgische linies bevond.
Na de oorlog kwam het gebouw aan de Société Anonyme Minoterie et Huilerie de Dixmude (N.V. Meelfabriek en Olieslagerij van Diksmuide), maar aangezien het gebouw als oorlogsmonument was aangewezen, kreeg de maatschappij een nieuw perceel aan de samenvloeiing van de IJzer en de Handzamevaart. Hier werden onder meer bloemmolens en een olieslagerij gebouwd. Door allerlei moeilijkheden kwam de productie moeizaam op gang. In 1932 werd het complex verkocht aan de N.V. Florizoone en Cloet, een handelaar in granen en meststoffen te Veurne.
In 1960 werd de olieslagerij ontmanteld. In 1998-2000 werden de Bloemmolens, bestaande uit twee betonnen torens van elk 6 verdiepingen hoog, omgevormd tot een maalderijmuseum en een tentoonstellingsruimte. Tussen beide torens werd een modern ontvangstcentrum ingericht. Het museum, Westoria genaamd, werd echter al na enkele jaren gesloten. In 2017 werd het complex gekocht door een projectontwikkelaar.
Sinds 2022 is een projectontwikkelaar bezig met de gedeeltelijke afbraak en wederopbouw van het gebouw. Er komen 26 appartementen en 5 handelsruimtes voor horeca en/of kantoren. Anno 2023 werden reeds 12 appartementen en 2 handelsruimtes verkocht.